# Ойгон нуур
Ойгон-Нуур (монг. Ойгон нуур) — озеро на висоті 1664 м в сомоні Тудевтей Завханського аймаку, Монголія. Площа 61,3 кв. км, довжина 18,1 км, ширина 8 км, протяжність берегової лінії 60,2 км, глибина 8 м, об'єм 206,9 млн. м³. В озеро впадають річки Харгана, Жинст, Жаргалант, Цорго. Мінералізація 21,46 г/л за хімічним складом належить до сульфатно-натрієвих